# ダイノルフィン
ダイノルフィン (dynorphin) は、オピオイド（内在性のアヘン類縁物質）の一種であり、ペプチドである。
プロダイノルフィン遺伝子 (Pdyn) がコードしており、前駆体タンパクが翻訳後にプロセシングを受けてダイノルフィンA、ダイノルフィンB、α-ネオエンドルフィン、β-ネオエンドルフィン、大ダイノルフィンが作られる。 
なお、プロダイノルフィン遺伝子 (Pdyn) 産物である前駆体からは、ロイシン-エンケファリンも作られる。